# Jambon à la braise de Saint-Oyen
Ne doit pas être confondu avec le jambon Aoste.
Le jambon à la braise de Saint-Oyen est un jambon transformé dans la commune de Saint-Oyen, commune de la Vallée d'Aoste.

## Description
Il s'agit d'une salaison séchée naturellement, assaisonnée d’un mélange d’herbes aromatiques et de sel, lentement rôti à la broche sur des braises de bois, et transformée en quantités limitées dans la commune de Saint-Oyen.
Le jambon à la braise de Saint-Oyen a été reconnu comme produit agroalimentaire national italien par le décret du 10 juillet 2006.
La fête du jambon à la braise a lieu à Saint-Oyen pendant le premier week-end d'août.